# 3022: 지구 대폭발
《3022: 지구 대폭발》(3022)은 미국에서 제작된 존 슈이츠 감독의 2019년 SF, 드라마 영화이다. 오마 엡스, 케이트 월쉬, 미란다 코스그로브, 앵거스 맥페이든 등이 주연으로 출연하였다. 이 영화의 배경은 미래의 우주 정거장이다. 선원은 심리적 스트레스로 고통을 받으며 지구의 파괴로 믿겨지는 것을 목격한 이후 그들의 임무를 포기하는 것을 고려한다. 이 영화는 일련의 플래시백과 플래시포워드 기법을 활용하여 표현된다.

## 출연

### 주연
- 오마 엡스
- 케이트 월쉬
- 미란다 코스그로브
- 앵거스 맥페이든

### 조연
- 조자 폭스
- 엔버 조카이
- 하즈 슬레이맨